# Pariastat
En pariastat är en suverän stat som anses vara en utesluten ifrån det internationella samfundet. En pariastat kan bli utsatt för internationell isolering, sanktioner eller till och med en invasion av stater som tycker att dess politik, handlingar eller dess existens är oacceptabel.   
Ordet ”paria”, på engelska ”pariah”, härstammar från Paraiyar, en stor inhemsk stam i den indiska staten Tamil Nadu. Under kastsystemet var Paraiyar medlemmar i den lägsta kasten. De brittiska imperialistiska ledarna i Indien började använda ordet om alla som ansågs utstötta (outcasts) eller hade en låg ställning i kastsystemet. Sedan den första registrerade användningen på engelska 1613 har kulturer över hela världen tagit upp termen ”pariah” för att betyda ”utstött”.